# Pokomo (peuple)
Pour les articles homonymes, voir Pokomo.

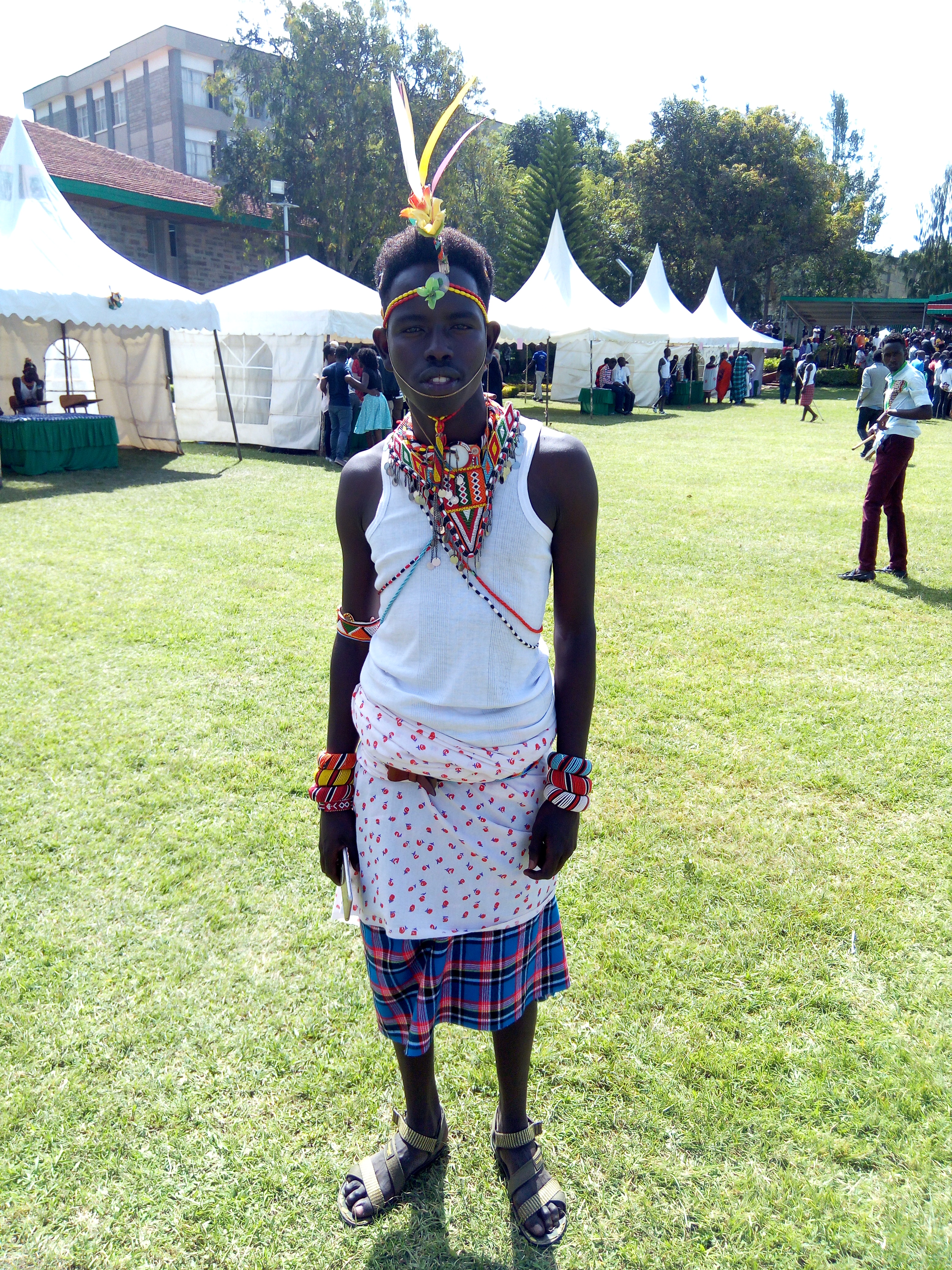
Participant à une semaine interculturelle en tenue traditionnelle pokomo.

Les Pokomo sont une population d'Afrique de l'Est vivant au Kenya sur les rives du fleuve Tana. Ce sont principalement des agriculteurs qui cultivent la banane plantain, le sucre de canne, le riz et le maïs. 

## Ethnonymie
Selon les sources et le contexte, on observe différentes formes : Pfokomo, Pokomos, Wafokomo, Wapokomo.

## Langues
Leur langue est le pokomo, une langue bantoue, dont le nombre de locuteurs était estimé à 63 000 en 2007, mais la plupart utilisent aussi le swahili.

## Histoire
Des affrontements – souvent qualifiés par les médias de « violences tribales » – opposent régulièrement les Pokomo à leurs voisins à l'Ouest, les Orma.
Dans sa thèse soutenue en 2001, Martin Pilly explore les origines multiples de ce conflit apparu dès le XVIIe siècle entre les cultivateurs pokomo et les éleveurs nomades orma, principalement autour de revendications liées à la propriété terrienne et à l'accès à l'eau dans une région semi-aride menacée par la sécheresse. Les membres de chaque communauté, dans leurs mythologies respectives, se considèrent comme les premiers habitants de la vallée du Tana.
Le 9 novembre 1970, par exemple, du bétail appartenant aux Orma pénètre dans un shamba des Pokomo au bord du Tana – ce qui déclenche un affrontement de deux jours entre les deux communautés qui se solde par plusieurs blessés de part et d'autre. En 2001 on dénombre une centaine de victimes. En 2012 le Kenya connaît un regain de tensions entre les Pokomo et les Orma. Au mois d'août une cinquantaine de personnes sont massacrées, parfois à la machette. De nouvelles violences éclatent en décembre 2012, faisant une quarantaine de victimes au cours de l'attaque d'un village.